# John Jacob Astor (üzletember, 1864–1912)
John Jacob Astor (Rhinebeck, 1864. július 13. – RMS Titanic, Atlanti-óceán, 1912. április 15.) amerikai üzletember, feltaláló, író, alezredesként szolgált a spanyol–amerikai háborúban. Első, 19 év után válással végződő házasságát követően Madeleine Talmage Force-ot vette feleségül 1911 szeptemberében. Nászútjuk végeztével az RMS Titanic fedélzetén kívántak hazatérni az Amerikai Egyesült Államokba. Astor a hajószerencsétlenségben lelte halálát.